# Настольный теннис на Европейских играх 2015

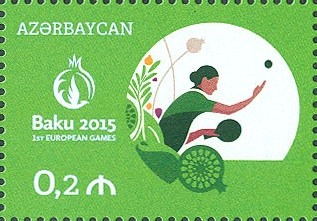
Настольный теннис на почтовой марке Азербайджана, посвящённой Европейским играм 2015

Соревнования по настольному теннису на Европейских играх 2015 проходили с 13 по 19 июня 2015 года в столице Азербайджана, в городе Баку, во Дворце спорта. Было разыграно четыре комплекта медалей: в командном и одиночном разрядах среди мужчин и женщин. В соревнованиях участвовало 128 человек.

## Календарь
Календарь игр выглядит следующим образом:
| ● | Квалификации | 2 | Финалы соревнований |

| Июнь              | Июнь              | 12 Пт | 13 Сб | 14 Вс | 15 Пн | 16 Вт | 17 Ср | 18 Чт | 19 Пт | 20 Сб | 21 Вс | 22 Пн | 23 Вт | 24 Ср | 25 Чт | 26 Пт | 27 Сб | 28 Вс | Медали |
| ----------------- | ----------------- | ----- | ----- | ----- | ----- | ----- | ----- | ----- | ----- | ----- | ----- | ----- | ----- | ----- | ----- | ----- | ----- | ----- | ------ |
| Настольный теннис | Настольный теннис |       | ●     | ●     | 2     | ●     | ●     | ●     | 2     |       |       |       |       |       |       |       |       |       | 4      |

## Медали

### Мужчины
Согласно:
| Дисциплина       | Золото                                                      | Серебро                                                    | Бронза                                                     |
| ---------------- | ----------------------------------------------------------- | ---------------------------------------------------------- | ---------------------------------------------------------- |
| Одиночный разряд | Дмитрий Овчаров Германия                                    | Владимир Самсонов Беларусь                                 | Коу Лей Украина                                            |
| Командный разряд | Португалия · Жуан Жералду · Тьягу Аполония · Маркуш Фрейташ | Франция · Адрьен Маттене · Симон Гози · Эммануэль Лебессон | Австрия · Роберт Гардош · Штефан Фегерль · Даниэль Хабезон |

### Женщины
Согласно:
| Дисциплина       | Золото                                           | Серебро                                      | Бронза                                                       |
| ---------------- | ------------------------------------------------ | -------------------------------------------- | ------------------------------------------------------------ |
| Одиночный разряд | Ли Цзяо Нидерланды                               | Ли Цзе Нидерланды                            | Мелек Ху Турция                                              |
| Командный разряд | Германия · Хань Ин · Петрисса Солья · Шань Сяона | Нидерланды · Ли Цзе · Ли Цзяо · Бритт Эрланд | Чехия · Гана Мателова · Рената Штрбикова · Ивета Ваценовская |